# Unione Sportiva Cremonese 2023-2024
Questa voce raccoglie le informazioni riguardanti l'Unione Sportiva Cremonese nelle competizioni ufficiali della stagione 2023-2024.

## Stagione

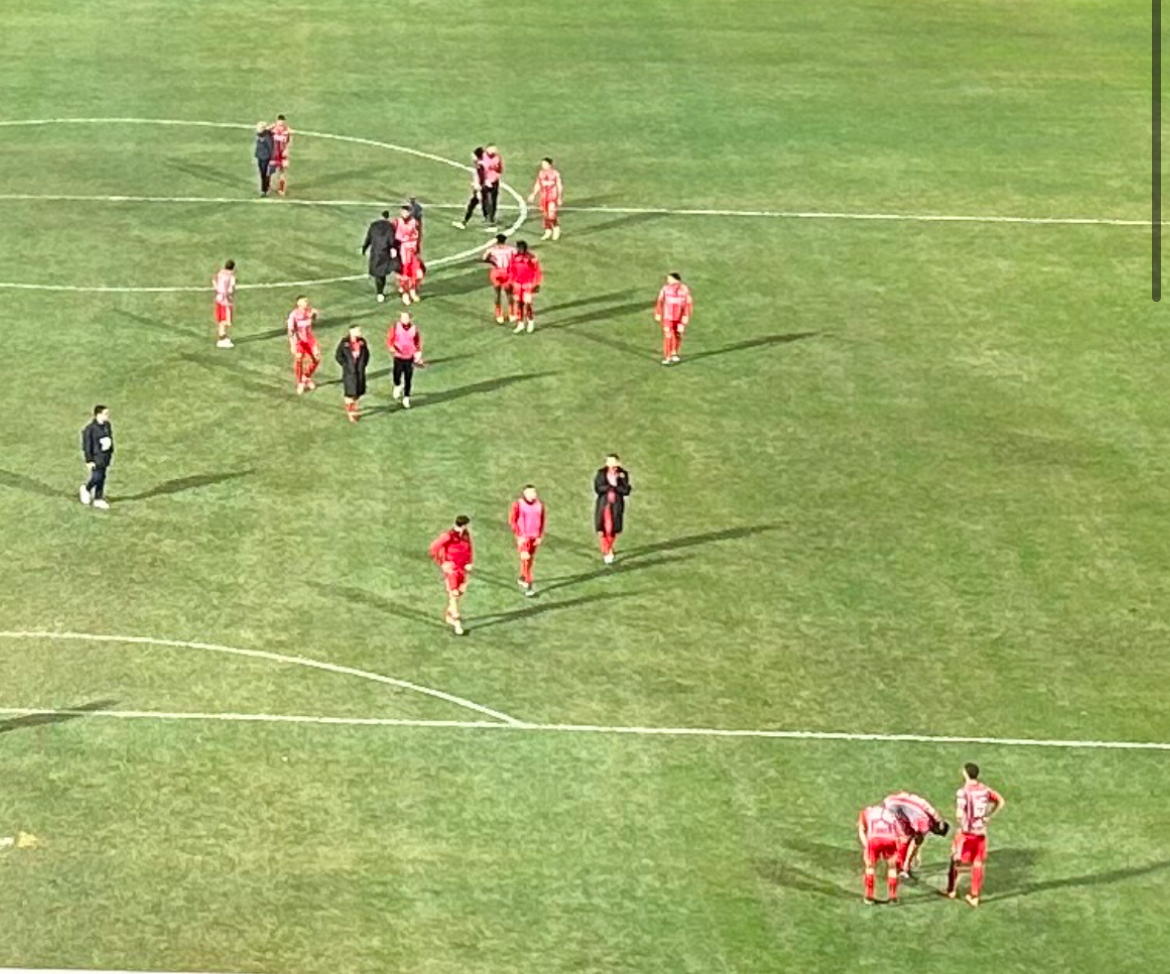
I calciatori grigiorossi al termine della gara di campionato contro il del 26 dicembre 2023.

La stagione 2023-2024 è stata per i grigiorossi la 33ª partecipazione nella seconda serie del Campionato italiano di calcio.
L'esordio stagionale avviene il 14 agosto 2023 nei trentaduesimi di Coppa Italia, dove affronta il Crotone, incontro vinto per 3 a 1 nei tempi supplementari.
Pochi giorni dopo, il 19 agosto, c'è stato il debutto in campionato, contro il Catanzaro, incontro terminato 0 a 0.
A seguito dei risultati altalenanti, il 18 settembre la società ufficializza l'esonero del tecnico Davide Ballardini; al suo posto, il giorno seguente, viene ingaggiato Giovanni Stroppa.
Il 31 ottobre i grigiorossi affrontano il Cittadella nei sedicesimi di Coppa Italia, dove si impongono per 2 a 1 e passando il turno. Il 3 gennaio 2024, i grigiorossi affrontano allo stadio Olimpico la Roma, gara valevole per gli ottavi di finale, venendo sconfitti per 2 a 1 ed eliminati dalla competizione.
La squadra conclude la stagione regolare al 4º posto, accedendo alle semifinali dei play-off. Al termine della stagione, la squadra risulta essere la miglior difesa del campionato.
Nel doppio confronto delle semifinale dei play-off, i grigiorossi incontrano il Catanzaro; il 21 maggio 2024, nella gara di andata giocata al Ceravolo, la squadra pareggia per 2 a 2, mentre al ritorno, il 25 maggio, la squadra trova la vittoria per 4 a 1, andando in finale contro il Venezia. Il 30 maggio, la finale di andata giocata a Cremona, termina con il punteggio di 0 a 0, mentre nella gara di ritorno, giocata il 2 giugno a Venezia, termina con la vittoria per 1 a 0 dei lagunari, sancendo così la promozione di quest'ultimi in Serie A, e la permanenza dei grigiorossi in Serie B.

## Divise e sponsor
Lo sponsor tecnico per stagione 2023-2024 è Acerbis.
La Cremonese conferma come main sponsor Iltainox (in trasferta Arinox), come official sponsor Acciaieria Arvedi, come sponsor sul braccio Arvedi Tubo Acciaio e come back sponsor Gruppo Mauro Saviola.
| Casa | Trasferta | Terza divisa |
| ---- | --------- | ------------ |

## Organigramma societario
Tratto dal sito uffuciale.
Area direttiva
- Presidente Onorario: Giovanni Arvedi
- Presidente: Francesco Dini
- Vice Presidente: Maurizio Calcinoni[21]
- Amministratore delegato: Uberto Ventura
- Consiglio di Amministrazione: Giovanni Benedini, Giuseppe Carletti, Costantino Vaia, Roberto Zanchi, Maurizio Ferraroni
- Direttore generale: Paolo Armenia
- Segretario generale: Andrea Barbiani

Area amministrativa
- Responsabile amministrativo: Alberto Losi
- Presidente collegio sindacale: Andrea Pedroni
- Segretaria amministrativa: Clara Negri, Valentina Mezzadri

Area comunicazione e marketing
- Responsabile Comunicazione: Paolo Loda
- Responsabile Marketing: Stefano Allevi
- Ufficio Marketing e Comunicazione: Daniela Fioni, Martina Almi, Annalisa Cerati, Davide Pettinari
- Responsabile Biglietteria: Andrea Barbiani
- Delegato alla sicurezza: Fausto Tabaglio
- Vice delegato alla sicurezza: Samuele Noli
- Supporter Liaison Officer: Lorenzo Bettoli

Area sanitaria
- Recupero infortuni: Cristian Freghieri
- Responsabile Settore Sanitario: Dott. Diego Giuliani
- Medico Sociale: Dott. Alberto Gheza
- Fisioterapisti: Antonio Agostini, Carlo Bentivoglio, Lorenzo Franchi, Davide Mazzoleni

Area tecnica
- Direttore sportivo: Simone Giacchetta[21]
- Team manager: Federico Dall’Asta
- Allenatore: Giovanni Stroppa[21]
- Allenatore in seconda: Andrea Guerra
- Preparatore atletico: Fabio Allevi, Andrea Primitivi, Giovanni Saffioti
- Preparatore dei Portieri: Nicola Dibitonto, Andrea Sardini
- Collaboratore tecnico: Giuseppe Brescia
- Match Analyst: Vittorio Vona

## Rosa
Tratto dal sito ufficiale.
In corsivo i calciatori ceduti a stagione in corso.
| N. |                         | Ruolo | Calciatore                          |
| -- | ----------------------- | ----- | ----------------------------------- |
| 1  | Senegal (bandiera)      | P     | Mouhamadou Sarr                     |
| 3  | Italia (bandiera)       | D     | Emanuele Valeri                     |
| 4  | Italia (bandiera)       | D     | Luca Marrone                        |
| 5  | Italia (bandiera)       | D     | Luca Ravanelli                      |
| 6  | RD del Congo (bandiera) | C     | Charles Pickel                      |
| 7  | Italia (bandiera)       | A     | Nikola Sekulov                      |
| 7  | Uruguay (bandiera)      | C     | César Falletti                      |
| 8  | Italia (bandiera)       | C     | Michele Collocolo                   |
| 9  | Italia (bandiera)       | A     | Daniel Ciofani                      |
| 10 | Italia (bandiera)       | A     | Cristian Buonaiuto                  |
| 11 | Ghana (bandiera)        | A     | Felix Afena-Gyan                    |
| 13 | Italia (bandiera)       | D     | Alessandro Tuia                     |
| 14 | Italia (bandiera)       | C     | Luca Valzania                       |
| 15 | Italia (bandiera)       | D     | Matteo Bianchetti (capitano)        |
| 17 | Italia (bandiera)       | D     | Leonardo Sernicola                  |
| 18 | Italia (bandiera)       | D     | Paolo Ghiglione                     |
| 19 | Italia (bandiera)       | C     | Michele Castagnetti (vice capitano) |
| 20 | Argentina (bandiera)    | C     | Franco Vázquez                      |

| N. |                      | Ruolo | Calciatore         |
| -- | -------------------- | ----- | ------------------ |
| 21 | Italia (bandiera)    | P     | Gianluca Saro      |
| 22 | Danimarca (bandiera) | P     | Andreas Jungdal    |
| 24 | Italia (bandiera)    | C     | Guido Della Rovere |
| 26 | Bulgaria (bandiera)  | D     | Valentin Antov     |
| 27 | Italia (bandiera)    | C     | Alessio Brambilla  |
| 31 | Italia (bandiera)    | D     | Yuri Rocchetti     |
| 32 | Argentina (bandiera) | C     | Gonzalo Abrego     |
| 33 | Italia (bandiera)    | D     | Giacomo Quagliata  |
| 37 | Slovenia (bandiera)  | C     | Žan Majer          |
| 44 | Georgia (bandiera)   | D     | Luka Lochoshvili   |
| 62 | Italia (bandiera)    | C     | Tommaso Milanese   |
| 71 | Italia (bandiera)    | A     | Dennis Johnsen     |
| 74 | Italia (bandiera)    | A     | Frank Tsadjout     |
| 77 | Nigeria (bandiera)   | A     | David Okereke      |
| 90 | Italia (bandiera)    | A     | Massimo Coda       |
| 91 | Italia (bandiera)    | C     | Andrea Bertolacci  |
| 97 | Italia (bandiera)    | P     | Alessandro Livieri |
| 98 | Italia (bandiera)    | A     | Luca Zanimacchia   |

## Calciomercato

### Sessione estiva(dal 1º/07 al 1º/09)
| Acquisti | Acquisti          | Acquisti         | Acquisti   |
| R.       | Nome              | da               | Modalità   |
| -------- | ----------------- | ---------------- | ---------- |
| P        | Andreas Jungdal   | Milan            | definitivo |
| D        | Yuri Rocchetti    | Triestina        | definitivo |
| D        | Valentin Antov    | Monza            | prestito   |
| C        | Alessio Brambilla | Cesena           | definitivo |
| C        | Andrea Bertolacci | Fatih Karagümrük | definitivo |
| C        | Michele Collocolo | Ascoli           | definitivo |
| C        | Žan Majer         | Reggina          | definitivo |
| C        | Massimo Coda      | Genoa            | prestito   |
| C        | Gonzalo Abrego    | Godoy Cruz       | prestito   |
| A        | Franco Vázquez    | Parma            | definitivo |

| Cessioni | Cessioni            | Cessioni         | Cessioni              |
| R.       | Nome                | a                | Modalità              |
| -------- | ------------------- | ---------------- | --------------------- |
| D        | Vlad Chiricheș      | FCSB             | risoluzione contratto |
| D        | Emanuel Aiwu        | Birmingham City  | prestito              |
| C        | Fausto Perseu       | Latina           | prestito              |
| C        | Joshua Tenkorang    | Lecco            | prestito              |
| C        | Christian Acella    | Perugia          | prestito              |
| C        | Tommaso Milanese    | Ascoli           | prestito              |
| C        | Matteo Ghisolfi     | Audace Cerignola | prestito              |
| A        | Alberto Basso Ricci | Lumezzane        | prestito              |
| A        | Cedric Gondo        | Reggiana         | prestito              |
| A        | Samuel Blue Mamona  | Vis Pesaro       | prestito              |

### Operazioni esterne alle sessioni
| Acquisti | Acquisti        | Acquisti | Acquisti   |
| R.       | Nome            | da       | Modalità   |
| -------- | --------------- | -------- | ---------- |
| D        | Alessandro Tuia | Lecce    | definitivo |

| Cessioni | Cessioni          | Cessioni         | Cessioni |
| R.       | Nome              | a                | Modalità |
| -------- | ----------------- | ---------------- | -------- |
| C        | Andrea Bertolacci | Fatih Karagümrük | prestito |

### Sessione invernale(dal 2/1 al 1º/2)
| Acquisti         | Acquisti           | Acquisti        | Acquisti             |
| R.               | Nome               | da              | Modalità             |
| ---------------- | ------------------ | --------------- | -------------------- |
| P                | Alessandro Livieri | Pisa            | prestito             |
| D                | Luca Marrone       | Lecco           | prestito             |
| C                | César Falletti     | Ternana         | definitivo           |
| C                | Salvatore Dore     | Real Casalnuovo | definitivo           |
| A                | Dennis Johnsen     | Venezia         | definitivo           |
| Altre operazioni |                    |                 |                      |
| R.               | Nome               | a               | Modalità             |
| C                | Daniel Frey        | Gubbio          | risoluzione prestito |
| C                | Joshua Tenkorang   | Lecco           | fine prestito        |
| C                | Filippo Nardi      | Reggiana        | risoluzione prestito |

| Cessioni         | Cessioni          | Cessioni          | Cessioni             |
| R.               | Nome              | a                 | Modalità             |
| ---------------- | ----------------- | ----------------- | -------------------- |
| D                | Emanuele Valeri   | Frosinone         | definitivo           |
| C                | Luca Valzania     | Ascoli            | prestito             |
| C                | Alessio Brambilla | Gubbio            | prestito             |
| A                | Nikola Sekulov    | Juventus Next Gen | risoluzione prestito |
| A                | David Okereke     | Torino            | definitivo           |
| Altre operazioni |                   |                   |                      |
| R.               | Nome              | a                 | Modalità             |
| C                | Daniel Frey       | Pro Vercelli      | prestito             |
| C                | Joshua Tenkorang  | Foggia            | prestito             |
| C                | Filippo Nardi     | Benevento         | prestito             |

## Risultati

### Play-off
| Arbitro: | Marcenaro (Genova) |

|                         |           |                             |
| Biasci 51’ Brignola 68’ | Marcatori | 14’ Tsadjout 50’ D. Ciofani |

| Arbitro: | Mariani (Aprilia) |

|                                                  |           |              |
| Vázquez 12’ Buonaiuto 19’ Coda 37’ Sernicola 69’ | Marcatori | 80’ Antonini |

| Cremona 30 maggio 2024, ore 20:30 CEST Finale - Andata | Cremonese      | 0 – 0 referto | Venezia | Stadio Giovanni Zini (12 890 spett.)\| Arbitro: \| Colombo (Como) \| |
| Arbitro:                                               | Colombo (Como) |               |         |                                                                      |

| Arbitro: | Sozza (Seregno) |

|             |           |  |
| Gytkjær 24’ | Marcatori |  |

### Coppa Italia

#### Turni eliminatori
| Arbitro: | Zufferli (Udine) |

|                                         |           |               |
| Afena-Gyan 30’ Vásquez 105’ Pickel 117’ | Marcatori | 7’ Tumminello |

| Arbitro: | Tremolada (Monza) |

|                            |           |          |
| Bertolacci 48’ Coda 120+1’ | Marcatori | 83’ Vita |

#### Fase finale
| Arbitro: | Pairetto (Nichelino) |

|                              |           |              |
| Lukaku 77’ Dybala 85’ (rig.) | Marcatori | 37’ Tsadjout |

## Statistiche

### Statistiche di squadra
Statistiche aggiornate al 2 giugno 2024. 
| Competizione | Punti | In casa | In casa | In casa | In casa | In casa | In casa | In trasferta | In trasferta | In trasferta | In trasferta | In trasferta | In trasferta | Totale | Totale | Totale | Totale | Totale | Totale | DR  |
| Competizione | Punti | G       | V       | N       | P       | Gf      | Gs      | G            | V            | N            | P            | Gf           | Gs           | G      | V      | N      | P      | Gf     | Gs     | DR  |
| ------------ | ----- | ------- | ------- | ------- | ------- | ------- | ------- | ------------ | ------------ | ------------ | ------------ | ------------ | ------------ | ------ | ------ | ------ | ------ | ------ | ------ | --- |
| Serie B      | 67    | 19      | 9       | 5       | 5       | 26      | 15      | 19           | 10           | 5            | 4            | 24           | 17           | 38     | 19     | 10     | 9      | 50     | 32     | +18 |
| Coppa Italia | -     | 2       | 2       | 0       | 0       | 5       | 2       | 1            | 0            | 0            | 1            | 1            | 2            | 3      | 2      | 0      | 1      | 6      | 4      | +2  |
| Totale       | -     | 21      | 11      | 5       | 5       | 31      | 17      | 20           | 10           | 5            | 5            | 25           | 19           | 41     | 21     | 10     | 10     | 56     | 36     | +20 |

### Andamento in campionato
| Giornata  | 1  | 2  | 3 | 4 | 5  | 6  | 7 | 8  | 9 | 10 | 11 | 12 | 13 | 14 | 15 | 16 | 17 | 18 | 19 | 20 | 21 | 22 | 23 | 24 | 25 | 26 | 27 | 28 | 29 | 30 | 31 | 32 | 33 | 34 | 35 | 36 | 37 | 38 |
| --------- | -- | -- | - | - | -- | -- | - | -- | - | -- | -- | -- | -- | -- | -- | -- | -- | -- | -- | -- | -- | -- | -- | -- | -- | -- | -- | -- | -- | -- | -- | -- | -- | -- | -- | -- | -- | -- |
| Luogo     | C  | C  | T | C | T  | C  | T | C  | T | C  | T  | C  | T  | C  | T  | C  | T  | C  | T  | C  | T  | C  | T  | C  | T  | C  | T  | T  | C  | T  | C  | T  | C  | T  | T  | C  | T  | C  |
| Risultato | N  | P  | V | N | N  | N  | V | P  | V | P  | V  | V  | V  | V  | N  | V  | P  | V  | P  | V  | V  | V  | V  | N  | N  | N  | V  | V  | V  | P  | P  | V  | P  | N  | P  | V  | N  | V  |
| Posizione | 12 | 15 | 9 | 8 | 11 | 12 | 8 | 10 | 8 | 10 | 8  | 6  | 4  | 3  | 4  | 3  | 5  | 4  | 5  | 5  | 3  | 2  | 2  | 2  | 2  | 2  | 2  | 2  | 2  | 3  | 4  | 3  | 4  | 4  | 4  | 4  | 4  | 4  |

Fonte: Lega Serie B
Legenda:

Luogo: C = Casa; T = Trasferta. Risultato: V = Vittoria; N = Pareggio; P = Sconfitta.

### Statistiche dei giocatori
In corsivo i giocatori ceduti a stagione in corso.
| Giocatore       | Serie B  | Serie B | Serie B     | Serie B    | Coppa Italia | Coppa Italia | Coppa Italia | Coppa Italia | Totale   | Totale | Totale      | Totale     |
| Giocatore       | Presenze | Reti    | Ammonizioni | Espulsioni | Presenze     | Reti         | Ammonizioni  | Espulsioni   | Presenze | Reti   | Ammonizioni | Espulsioni |
| --------------- | -------- | ------- | ----------- | ---------- | ------------ | ------------ | ------------ | ------------ | -------- | ------ | ----------- | ---------- |
| G. Abrego       | 22+1     | 1       | 2           | 0          | 2            | 0            | 0            | 0            | 25       | 1      | 2           | 0          |
| F. Afena-Gyan   | 7        | 0       | 1           | 0          | 1            | 1            | 0            | 0            | 8        | 1      | 1           | 0          |
| V. Antov        | 31+4     | 1       | 7           | 1          | 1            | 0            | 1            | 0            | 36       | 1      | 8           | 1          |
| A. Bertolacci   | 6        | 0       | 2           | 0          | 2            | 1            | 0            | 0            | 8        | 1      | 2           | 0          |
| M. Bianchetti   | 33+4     | 2       | 8           | 0          | 2            | 0            | 2            | 0            | 39       | 2      | 10          | 0          |
| A. Brambilla    | 0        | 0       | 0           | 0          | 0            | 0            | 0            | 0            | 0        | 0      | 0           | 0          |
| C. Buonaiuto    | 18+3     | 1       | 0           | 0          | 1            | 0            | 0            | 0            | 22       | 1      | 0           | 0          |
| M. Castagnetti  | 35+4     | 4       | 8           | 0          | 2            | 0            | 1            | 0            | 41       | 4      | 9           | 0          |
| D. Ciofani      | 13+3     | 2       | 1           | 0          | 1            | 0            | 0            | 0            | 17       | 2      | 1           | 0          |
| M. Coda         | 35+4     | 17      | 2           | 0          | 2            | 1            | 0            | 0            | 41       | 18     | 2           | 0          |
| M. Collocolo    | 27+3     | 4       | 7           | 0          | 3            | 0            | 1            | 0            | 33       | 4      | 8           | 0          |
| G. Della Rovere | 1        | 0       | 0           | 0          | 0            | 0            | 0            | 0            | 1        | 0      | 0           | 0          |
| C. Falletti     | 17+2     | 1       | 2           | 0          | 0            | 0            | 0            | 0            | 19       | 1      | 2           | 0          |
| P. Ghiglione    | 24+2     | 2       | 1           | 0          | 2            | 0            | 1            | 0            | 28       | 2      | 2           | 0          |
| D. Johnsen      | 12+1     | 2       | 1           | 2          | 0            | 0            | 0            | 0            | 13       | 2      | 1           | 2          |
| A. Jungdal      | 18       | -13     | 0           | 0          | 2            | -3           | 0            | 0            | 20       | -16    | 0           | 0          |
| A. Livieri      | 0        | -0      | 0           | 0          | -0           | 0            | 0            | 0            | 0        | 0      | 0           | 0          |
| L. Lochoshvili  | 22+1     | 0       | 6           | 1          | 2            | 0            | 0            | 0            | 25       | 0      | 6           | 1          |
| Z. Majer        | 22+1     | 0       | 9           | 0          | 1            | 0            | 0            | 0            | 24       | 0      | 9           | 0          |
| L. Marrone      | 2        | 0       | 0           | 0          | 0            | 0            | 0            | 0            | 2        | 0      | 0           | 0          |
| T. Milanese     | 0        | 0       | 0           | 0          | 1            | 0            | 0            | 0            | 1        | 0      | 0           | 0          |
| D. Okereke      | 17+1     | 2       | 4           | 0          | 2            | 0            | 0            | 0            | 20       | 2      | 4           | 0          |
| C. Pickel       | 27+3     | 3       | 12          | 1          | 1            | 1            | 0            | 0            | 31       | 4      | 12          | 1          |
| G. Quagliata    | 30+3     | 0       | 3           | 1          | 3            | 0            | 0            | 0            | 36       | 0      | 3           | 1          |
| L. Ravanelli    | 27+4     | 3       | 4           | 1          | 2            | 0            | 1            | 0            | 33       | 3      | 5           | 1          |
| Y. Rocchetti    | 1        | 0       | 0           | 0          | 0            | 0            | 0            | 0            | 1        | 0      | 0           | 0          |
| G. Saro         | 8+4      | -11     | 0           | 0          | 0            | -0           | 0            | 0            | 12       | -11    | 0           | 0          |
| M. Sarr         | 12       | -12     | 0           | 0          | 1            | -1           | 0            | 0            | 13       | -13    | 0           | 0          |
| L. Sernicola    | 36+3     | 2       | 3           | 1          | 3            | 0            | 0            | 0            | 42       | 2      | 3           | 1          |
| N. Sekulov      | 1        | 0       | 0           | 0          | 2            | 0            | 0            | 0            | 3        | 0      | 0           | 0          |
| F. Tsadjout     | 22+3     | 2       | 2           | 0          | 3            | 1            | 1            | 0            | 28       | 3      | 3           | 0          |
| A. Tuia         | 4        | 0       | 1           | 0          | 2            | 0            | 0            | 0            | 6        | 0      | 1           | 0          |
| E. Valeri       | 0        | 0       | 0           | 0          | 0            | 0            | 0            | 0            | 0        | 0      | 0           | 0          |
| L. Valzania     | 0        | 0       | 0           | 0          | 1            | 0            | 0            | 0            | 1        | 0      | 0           | 0          |
| F. Vázquez      | 35+4     | 4       | 11          | 0          | 2            | 1            | 0            | 0            | 41       | 5      | 11          | 0          |
| L. Zanimacchia  | 35+4     | 2       | 3           | 0          | 2            | 0            | 0            | 0            | 41       | 2      | 3           | 0          |

## Giovanili
Tratto dal sito ufficiale.

### Organigramma
Area Direttiva
- Responsabile Settore Giovanile: Stefano Pasquinelli
- Responsabile Attività di Base: Paolo Mondini
- Responsabile Organizzativo Settore Giovanile: Paolo Porcari
- Segreteria Settore Giovanile: Francesca Cremaschi, Beatrice Lusignani
- Responsabile Area Scouting Settore Giovanile: Luca Di Fiore
- Responsabile Progetto Gioventù Grigiorossa: Marco Mingardi

Area Sanitaria
- Responsabile Area Sanitaria Settore Giovanile: Dott. Paolo Bertanzetti
- Coordinatore Area Fisioterapica Settore Giovanile: Dott. Daniele De Palma
- Psicologo dello Sport: Dott. Luca Sighinolfi
- Nutrizionista: Dott. Marco Bona

Primavera
- Allenatore: Elia Pavesi
- Collaboratore tecnico: Marco Dall’Anese
- Preparatore atletico: Matteo Doldi
- Allenatore dei portieri: Armando D’Innocenzi
- Match Analist: Sergio Forleo

Under 16
- Allenatore: Silvio Tribuzio
- Collaboratore tecnico: Luca Colombara
- Preparatore atletico: Thomas Dell’Anna
- Allenatore dei portieri: Francesco Rizzolini

Under 14
- Allenatore: Christian Oneda
- Preparatore atletico: Andrea Pinciarelli
- Allenatore dei portieri: Gino Cervi
- Maestro della tecnica: Julien Rantier

Under 17
- Allenatore: Erminio Russo
- Collaboratore tecnico: Davide Dalola
- Preparatore atletico: Alex Loglio
- Allenatore dei portieri: Mattia Cortesi

Under 15
- Allenatore: Massimo Lombardini
- Preparatore atletico: Andrea Reboldi
- Allenatore dei portieri: Francesco Rizzolini
- Maestro della tecnica: Julien Rantier

### Piazzamenti
- Primavera 2:
  - Campionato: 1º[146]
  - Supercoppa Primavera 2: Finalista[147]
  - Coppa Italia: Ottavi di finale[148]
- Allievi Nazionali Under-17:
  - Campionato: 10º[149]
- Allievi Nazionali Under-16:
  - Campionato: 7º[150]
- Giovanissimi Nazionali Under-15:
  - Campionato: 6º[151]

- Giovanissimi Professionisti Under-14:
  - Campionato: 1º[152]